# Laponsko (historická provincie)

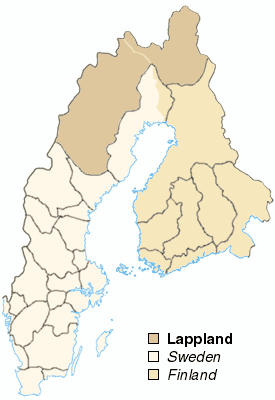

Laponsko bylo do roku 1809 provincií Švédska rozkládající se na severu Švédska a Finska. Když bylo roku 1809 Finsko odstoupeno Švédskem Rusku, byla provincie rozdělena na Švédské Laponsko a Finské Laponsko. Zatímco švédská provincie už dnes jako správní celek nefunguje, finská byla roku 1938 v poněkud odlišném rozsahu zase obnovena.